# 伊斯夸乌特辛
伊斯夸乌特辛 (1475年 – 1520年)是特拉特洛尔科的第5任特拉托阿尼。他在Chimalpahin手抄本中被提及。

## 人物
伊斯夸乌特辛是特拉卡特奥特尔国王之子，Xiuhcanahualtzin之侄，夸夸皮特萨瓦克与Acxocueitl之孙。其兄弟是Tezozomoctli。
他是位“quauhtlatoani”（临时执政者）。他被特诺奇提特兰君主阿沙亚卡特尔安插至特拉特洛尔科，后被西班牙殖民者杀害。
他的后继者为迭戈·德门多萨。